# Heinz Müller
Heinz Müller (Tuningen, 16 de setembre de 1924 - Schwenningen, 25 de setembre de 1975) va ser un ciclista alemany, professional entre 1949 i 1958.
En el seu palmarès destaca la victòria al Campionat del Món en ruta de 1952, el Campionat d'Alemanya en ruta de 1953, així com diverses etapes de la Volta a Alemanya.
Va morir als 51 anys, pocs dies després de ser diagnosticat amb leucèmia.

## Palmarès
- 1949
  - Vencedor d'una etapa a la Volta a Alemanya
- 1950
  - Vencedor de 2 etapes a la Volta a Alemanya
- 1951
  - Vencedor d'una etapa a la Volta a Alemanya
- 1952
  -  Campió del Món en ruta
  - Vencedor de 3 etapes a la Volta a Alemanya
- 1953
  -  Campió d'Alemanya en ruta
  - Vencedor d'una etapa del Tour del Sud-est
  - 1r a Stuttgart
- 1954
  - 1r al Gran Premi d'Herperdorsfer
- 1955
  - 1r al Gran Premi Express
  - Vencedor de 2 etapes a la Volta a Alemanya
- 1956
  - 1r al Gran Premi Continental
- 1957
  - 1r a Colònia
  - Vencedor d'una etapa a la Volta a Suïssa
- 1958
  - 1r del Tour del Nord-oest

### Resultats al Tour de França
- 1955. Abandona (4a etapa)

### Resultats a la Volta a Espanya
- 1956. Abandona (12a etapa)

### Resultats al Giro d'Itàlia
- 1954. Abandona
- 1958. Abandona (8a etapa)